# Hans-Werner Rautenburg
Hans-Werner Rautenburg (* 10. Juli 1924 in Berlin; † 26. August 2013) war ein deutscher Mediziner und Hochschullehrer.

## Leben
Rautenburg studierte Medizin in Berlin und Prag und wurde an der Humboldt-Universität Berlin zum Dr. med. promoviert. Nach ersten beruflichen Erfahrungen am Institut für Medizin und Biologie der Deutschen Akademie der Wissenschaften kam er an die Universitäts-Kinderklinik der Charité in Berlin. Später folgte er deren Leiter Hartmut Dost an die Kinderklinik der Justus-Liebig-Universität Gießen und baute dort eine Abteilung zur Untersuchung und Behandlung herzkranker Kinder auf. 1965 habilitierte er sich in Gießen für das Fach Kinderheilkunde. Schwerpunkt seiner Forschungstätigkeit waren die rheumatische Karditis, die Diagnostik angeborener Herzfehler und phonokardiographische Untersuchungen. 1968 wurde Rautenburg zum Wissenschaftlichen Rat und Professor ernannt. Später wurde er geschäftsführender Direktor des Zentrums für Kinderheilkunde. Unter seiner Leitung wurde in Gießen die erste Säuglings-Herztransplantation in Deutschland durchgeführt. Ende 1989 trat er in den Ruhestand.
Rautenburg war Vorstand und Ehrenmitglied der Deutschen Gesellschaft für Pädiatrische Kardiologie.